# Lessertia subumbellata
Lessertia subumbellata är en ärtväxtart som beskrevs av William Henry Harvey. Lessertia subumbellata ingår i släktet Lessertia och familjen ärtväxter. Inga underarter finns listade i Catalogue of Life.